# Милфорд (Небраска)
Милфорд (англ. Milford) — город в округе Сьюард, штат Небраска, США. Является частью метрополитенского статистического ареала города Линкольн. По данным переписи 2020 года, население города составляло 2155 человек. Милфорд является одним из 11 городов Небраски, имеющих официальный флаг, утверждённый на заседании городского совета 5 марта 2019 года.

## История
Милфорд был основан в 1864 году Дж. Л. Дэвисоном возле брода, где дорога от Небраска-Сити до Форт-Кирни пересекала Биг-Блу-Ривер. Своё название он получил от мельницы у брода на реке. До 1871 года Милфорд был административным центром округа Сьюард.
В 1941 году в Милфорде появилась Государственная торговая школа штата Небраска, которая в 1973 году была преобразована в кампус и стала частью системы Юго-восточных технических общественных колледжей. По состоянию на 2016 год в кампусе обучалось около 750 студентов.

## География
По данным Бюро переписи населения США, общая площадь города составляет 2,05 км², из которых 2,02 км² — суша и 0,03 км² — водные объекты.

## Демография
По переписи 2020 года, общая численность населения составляла 2155 человек, в городе было 829 домохозяйств и 910 семей. Плотность населения — 1053,2 человека на км². Распределение населения по расовому признаку: белые — 91,79 %, афроамериканцы — 0,46 %, коренные народы США — 0,6 %, азиаты — 0,56 %, выходцы с тихоокеанских островов — 0,05 %, представителей других рас — 1,39 %, представителей двух или более рас — 5,15 %, латиноамериканцы — 2,97 % .
По переписи 2020 года, средний возраст жителей составлял 31,7 года. 22,2 % жителей были моложе 18 лет; 21,1 % — в возрасте от 18 до 24 лет; 20 % — в возрасте от 25 до 44 лет; 21,5 % — в возрасте от 45 до 64 лет; и 15,4 % — в возрасте 65 лет и старше. Гендерный состав был распределён следующим образом: 55,8 % мужчин и 44,2 % женщин.